# Barbus trevelyani
Barbus trevelyani is een  straalvinnige vissensoort uit de familie van eigenlijke karpers (Cyprinidae). De wetenschappelijke naam van de soort is voor het eerst geldig gepubliceerd in 1877 door Günther.
De soort staat op de Rode Lijst van de IUCN als Bedreigd, beoordelingsjaar 2007.